# Transformació canònica
En mecànica hamiltoniana, una transformada canònica és un canvi de coordenades canònicament conjugades {\displaystyle (\mathbf {q} ,\mathbf {p} ,t)\rightarrow (\mathbf {Q} ,\mathbf {P} ,t)} que preserva la forma canònica de les equacions de Hamilton, fins i tot quan la pròpia forma del hamiltonià no queda invariant.
Les transformacions canòniques resulten útils en l'ús de l'equació de Hamilton-Jacobi i del teorema de Liouville, entre d'altres.
Com que la mecànica lagrangiana es basa en coordenades generalitzades, les transformacions de coordenades {\displaystyle \mathbf {q} \rightarrow \mathbf {Q} } no afecten les equacions de Lagrange i, per tant, no affecten les equations de Hamilton si modifiquem la quantitat de moviment de forma simultània mitjançant la transformada de Legendre:
{\displaystyle P_{i}={\frac {\partial L}{\partial {\dot {Q}}_{i}}}}
Per tant, les transformacions de coordenades (també anomenades transformacions puntuals) són un tipus particular de transformació canònica.
Existeixen altres classes de transformacions canòniques. Podem construir transformacions més generals que involucren també la quantitat de moviment i el temps, de tipus:
{\displaystyle (\mathbf {p} ,\mathbf {q} )\longmapsto (\mathbf {P} (\mathbf {p} ,\mathbf {q} ,t),\mathbf {Q} (\mathbf {p} ,\mathbf {q} ,t))}
Les transformacions canòniques que no inclouen el temps de forma explícita s'anomenen transformacions canòniques restringides.

## Història
La primera aplicació rellevant de les transformacions canòniques fou el 1846 per Charles Delaunay, en l'estudi del sistema Terra-Lluna-Sol. Aquest recerca fou publicada en dos volums titulats Mémoires per l'Acadèmia Francesa de les Ciències el 1860 i el 1867.

## Notació
Variables en negreta representen una llista d'{\displaystyle N} coordenades generalitzades que no necessiten transformar-se com un vector sota rotació, per exemple:
{\displaystyle \mathbf {q} \equiv \left(q_{1},q_{2},\ldots ,q_{N-1},q_{N}\right).}
Un punt sobre una variable significa la derivada temporal, per exemple:
{\displaystyle {\dot {\mathbf {q} }}\equiv {\frac {d\mathbf {q} }{dt}}.}
El producte escalar entre dues llistes amb el mateix nombre de coordenades indica una suma dels productes entre cada parella de components, per exemple:
{\displaystyle \mathbf {p} \cdot \mathbf {q} \equiv \sum _{k=1}^{N}p_{k}q_{k}.}

## Formulació directa
La forma funcional de les equacions de Hamilton és:
{\displaystyle {\begin{aligned}{\dot {\mathbf {p} }}&=-{\frac {\partial H}{\partial \mathbf {q} }}\\{\dot {\mathbf {q} }}&={\frac {\partial H}{\partial \mathbf {p} }}\end{aligned}}}
Per definició, les coordenades transformades tenen equacions anàlogues:
{\displaystyle {\begin{aligned}{\dot {\mathbf {P} }}&=-{\frac {\partial K}{\partial \mathbf {Q} }}\\{\dot {\mathbf {Q} }}&={\frac {\partial K}{\partial \mathbf {P} }}\end{aligned}}}
on {\displaystyle K(Q,P)} són el nou hamiltonià a determinar.
En general, la transformació (q, p, t) → (Q, P, t) no conserva la forma de les equacions de Hamilton. Per transformacions que no depenen del temps entre (q, p) i (Q, P), cal comprovar si la transformació és canònica restringida.
Com que les transformacions restringides no tenen una dependència temporal explícita (per definició), la derivada temporal d'una nova coordenada generalitzada Qm és:
{\displaystyle {\begin{aligned}{\dot {Q}}_{m}&={\frac {\partial Q_{m}}{\partial \mathbf {q} }}\cdot {\dot {\mathbf {q} }}+{\frac {\partial Q_{m}}{\partial \mathbf {p} }}\cdot {\dot {\mathbf {p} }}\\&={\frac {\partial Q_{m}}{\partial \mathbf {q} }}\cdot {\frac {\partial H}{\partial \mathbf {p} }}-{\frac {\partial Q_{m}}{\partial \mathbf {p} }}\cdot {\frac {\partial H}{\partial \mathbf {q} }}\\&=\lbrace Q_{m},H\rbrace \end{aligned}}}
on {⋅, ⋅} són claus de Poisson.
També cal identificar, pel moment conjugat Pm:
{\displaystyle {\frac {\partial H}{\partial P_{m}}}={\frac {\partial H}{\partial \mathbf {q} }}\cdot {\frac {\partial \mathbf {q} }{\partial P_{m}}}+{\frac {\partial H}{\partial \mathbf {p} }}\cdot {\frac {\partial \mathbf {p} }{\partial P_{m}}}}
Si la transformació és canònica, aquests dos han de ser equivalents. Per tant:
{\displaystyle {\begin{aligned}\left({\frac {\partial Q_{m}}{\partial p_{n}}}\right)_{\mathbf {q} ,\mathbf {p} }&=-\left({\frac {\partial q_{n}}{\partial P_{m}}}\right)_{\mathbf {Q} ,\mathbf {P} }\\\left({\frac {\partial Q_{m}}{\partial q_{n}}}\right)_{\mathbf {q} ,\mathbf {p} }&=\left({\frac {\partial p_{n}}{\partial P_{m}}}\right)_{\mathbf {Q} ,\mathbf {P} }\end{aligned}}}
L'argument anàleg per la quantitat de moviment Pm resulta també en dos sets d'equacions:
{\displaystyle {\begin{aligned}\left({\frac {\partial P_{m}}{\partial p_{n}}}\right)_{\mathbf {q} ,\mathbf {p} }&=\left({\frac {\partial q_{n}}{\partial Q_{m}}}\right)_{\mathbf {Q} ,\mathbf {P} }\\\left({\frac {\partial P_{m}}{\partial q_{n}}}\right)_{\mathbf {q} ,\mathbf {p} }&=-\left({\frac {\partial p_{n}}{\partial Q_{m}}}\right)_{\mathbf {Q} ,\mathbf {P} }\end{aligned}}}
Aquestes són les condicions directes que garanteixen que una transformació és canònica restringida.